# M.U.D.S.
M.U.D.S. - Mean Ugly Dirty Sport ist ein Computerspiel aus dem Jahr 1990, das von dem Team Golden Goblins programmiert und von Rainbow Arts vertrieben wurde, da die ursprüngliche Firma Golden Goblins an diese verkauft wurde. Spielinhalt ist eine Mischung aus Sport- und (Fantasy-)Rollenspielelementen.
M.U.D.S wurde für die 286er-Plattform (MS-DOS), für den Amiga 500 und den Atari ST konzipiert und war VGA-tauglich. Es erschien vornehmlich als Disketten-Version und in Verbindung mit den ersten CD-ROM-Spielesammlungen der frühen Low-Budget-Distributionen. Das Spiel kann sowohl in einer Einzelspielerkampagne als auch im Mehrspielermodus gespielt werden - Hotseat - oder im direkten Modus zwischen zwei menschlichen Spielern mit geteilter Tastatur, der Maus oder einem Joystick.

## Spielablauf
Der Spieler übernimmt das Management einer M.U.D.S.-Mannschaft und kann in den Ablauf eines einzelnen Spiels durch verschiedene Entscheidungen, wie zum Beispiel die generelle Härte des eigenen Teams, direkt und indirekt Einfluss nehmen. Die Mannschaft besteht aus Spielern verschiedener Rassen mit unterschiedlichen Stärken und Schwächen. Die Spieler einer Mannschaft können während des Spieles sterben oder auf verschiedenen Wegen ins Gefängnis gelangen, sodass der Erhalt einer spielfähigen Mannschaft durch Neuerwerb von Spielern oder medizinische Versorgung ein wichtiger Nebenaspekt ist. Spieler, deren Karriere länger dauert, erhalten dabei als Rollenspielelement Verbesserungen ihrer Fähigkeiten.
M.U.D.S. enthält einen Kampagnenmodus, in dem die Mannschaft des Spielers alle 16 Städte des fiktionalen Kontinents Ghould bereisen und die dort ansässigen Mannschaften besiegen muss. Im Laufe der Kampagne ändert sich die Gestaltung der Städte und Stadien und es stehen neue Spielerrassen zum Rekrutieren zur Verfügung.
Bei einzelnen Spielen kann der Spieler entweder nur als Betrachter fungieren (der Computer übernimmt die Steuerung aller Spieler) oder aktiv am Spiel teilnehmen, indem er einen Spieler steuert. Auch ein Zweispielermodus steht zur Verfügung, wo zwei menschliche Spieler an einem Computer jeweils einen Spieler der Mannschaft steuern. Pro Mannschaft spielen jeweils fünf Spieler aktiv auf dem Platz, ferner kann es bis zu neun Ersatzspieler geben. Der Spieler kann ein Spiel auch bereits im Vorfeld durch Bestechen des Schiedsrichters, des Flonks (siehe unten) oder gegnerischer Spieler beeinflussen und ferner Spieler gegnerischer Mannschaften abwerben.
Das eigentliche Spiel dreht sich um den „Flonk“, einen flugunfähigen Flugsaurier, der als Ball verwendet wird. Nach American Football ähnlichen Regeln muss der Flonk in einen Korb in einer gegnerischen Endzone gebracht werden, was einen Floppt ergibt (bei einem Distanzwurf) oder einen Doppelfloppt (durch einen Sprung bis zum Korb). Eine Begegnung endet, wenn der siebte Flonk in den Korb befördert wurde. Haben beide Mannschaften die gleiche Anzahl an Punkten, wird ein achter Flonk gespielt. Eine weitere Methode, das Spiel erfolgreich zu beenden, besteht darin, die gegnerische Mannschaft durch hartes Spiel (Tackles oder Schlägereien) so sehr zu dezimieren, dass sie nicht mehr genügend Spieler zur Verfügung hat. Das Spiel wird durch einen Schiedsrichter geleitet. Dieser ahndet Fouls mit Freistößen oder vorübergehendem Einfrieren, ein Foul am Schiedsrichter selbst wird sogar mit dem Tod des foulenden Spielers bestraft.

## Rezeption
Das Fantasy-Rugby M.U.D.S. habe herrlich schräge Grafiken. Es sei eine Weiterentwicklung von Grand Monster Slam. M.U.D.S. verband Genre Actionsimulation mit Elementen aus Rollenspiel und Sportmanager. Anleihen von Speedball seien erkennbar. Ein ähnliches Spielprinzip wurde mit Anstoss 3 Action erst viele Jahre später umgesetzt. Ähnliche spätere Spiele wie Blood Bowl oder Speedball 2: Tournament konnten das Nischendasein nicht verlassen.